# غوردون سافاج
غوردون سافاج هو لاعب هوكي الجليد كندي، ولد في 18 يوليو 1906، وتوفي في 28 فبراير 1974.

## وصلات خارجية
- غوردون سافاج على موقع دوري الهوكي الوطني (الإنجليزية)
- غوردون سافاج على موقع قاعة مشاهير الهوكي (لاعب أن.إتش.أل) (الإنجليزية)
- غوردون سافاج على موقع EliteProspects.com (الإنجليزية)
- غوردون سافاج على موقع HockeyDB.com (الإنجليزية)
- غوردون سافاج على موقع Hockey-Reference.com (الإنجليزية)